# Culteranismo

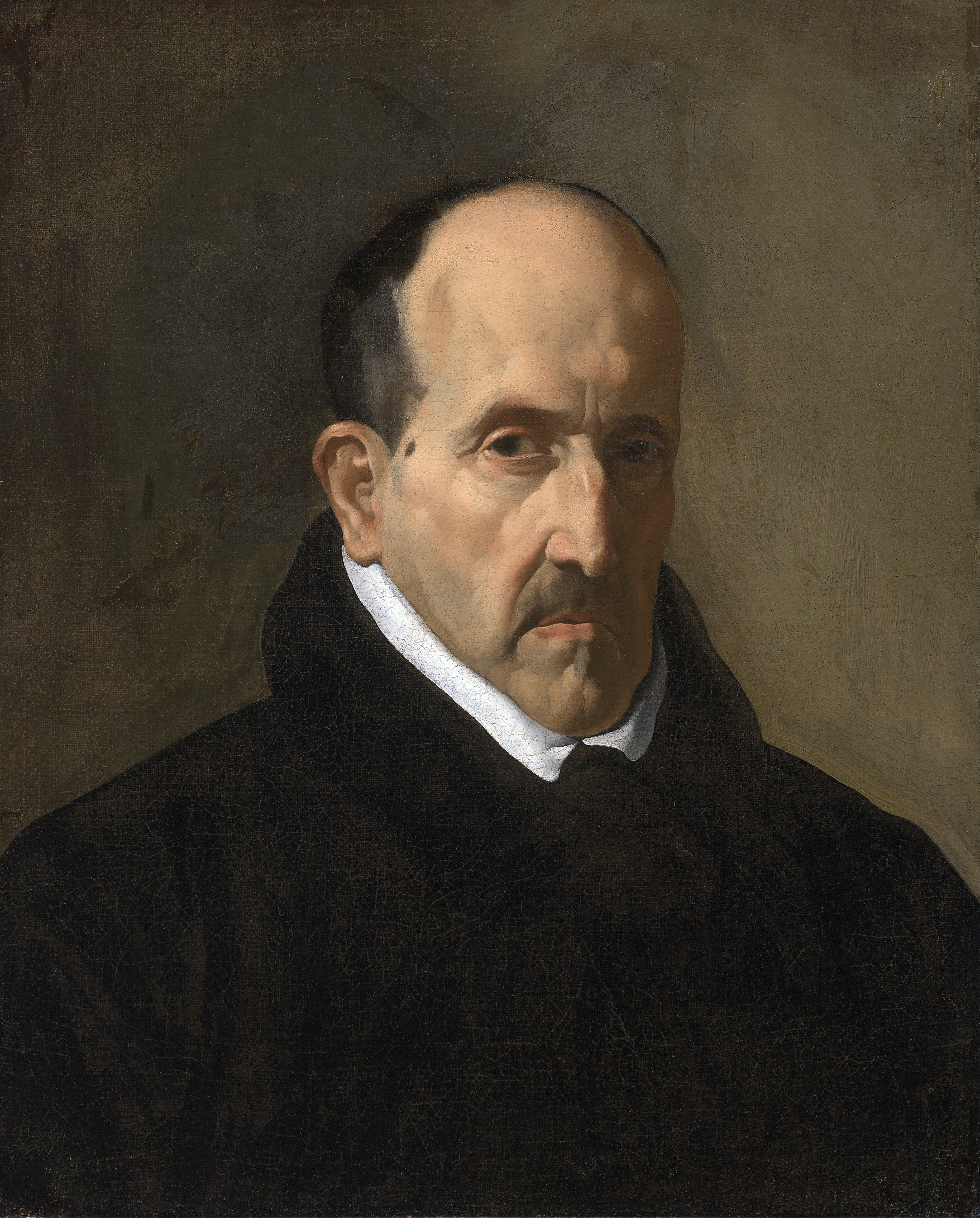
Luis de Góngora, creador del culteranismo o gongorismo, por Diego Velázquez, 1622.

El culteranismo es una corriente literaria del Barroco español. También es llamado gongorismo a causa de su mayor exponente español, el poeta cordobés Luis de Góngora, que contribuyó a formarla y le brindó su estilo definitivo. Se considera además como una rama del conceptismo, con el cual comparte la intención de intensificar la expresión, separándola del equilibrio y claridad clásica en la escritura. Aun así, en lugar de la condensación de significados propia del conceptismo más característico, el culteranismo aboga por la perífrasis embellecedora y la elusión del vocabulario común, utilizando para ello la «latinización» de la sintaxis y el léxico mediante el hipérbaton y los cultismos; recurre además a las metáforas puras y las alusiones variadas, a menudo con menciones o referentes de la mitología clásica.
En otros países existió una corriente estética semejante: en Italia el marinismo (por el poeta Gianbattista Marino, 1569-1625); el preciosismo (la Préciosité) en Francia (Vincent Voiture, 1598-1648) y el eufuismo en Gran Bretaña (John Lyly, 1553-1606); por cierto que desde un precedente del siglo XVI español, fray Antonio de Guevara.

## Historia y características
La denominación «culteranismo» surgió como término despectivo creado desde un juego conceptista, con la mezcla de la verdadera poesía y para señalar a los autores y destinatarios de su poesía: los cultos. Se trató de una rama de la estética barroca del Conceptismo en cuanto dificulta cortesanamente el entendimiento de la obra literaria, no mediante la concisión y la concentración de significado (la llamada agudeza de Baltasar Gracián), como era lo habitual, sino mediante su dispersión y organización en forma de enigma para ejercitar la cultura y la inteligencia al descifrar una forma más dilatada y sensorial. En las artes plásticas este arte se refleja por medio de la utilización de emblemas y alegorías.

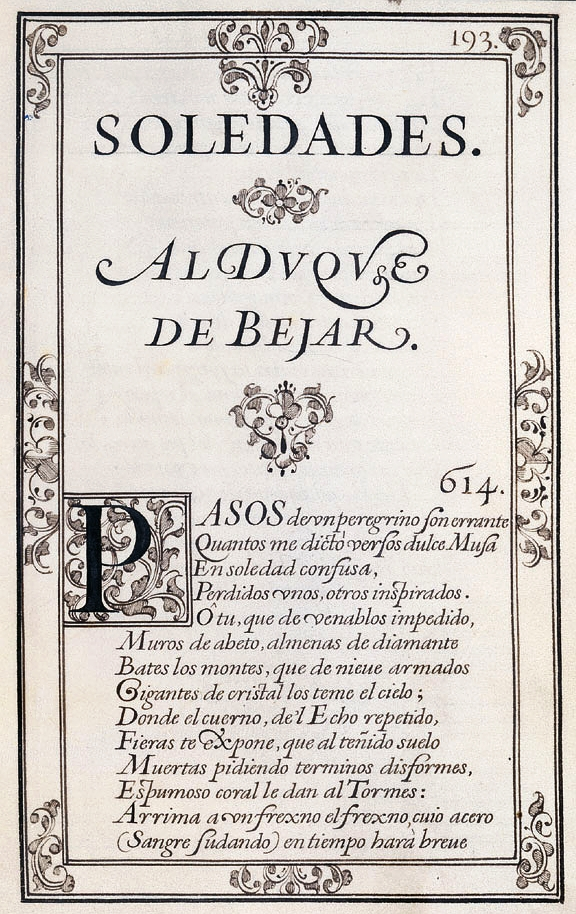
Página inicial de las Soledades (l. I, pág. 193) en el Manuscrito Chacón.

Fue profundamente estudiado por Dámaso Alonso a raíz de la celebración del tricentenario de Luis de Góngora, y sus principales características son:
- Ornamentación sensorial del ver (aliteraciones, epítetos, ...).
- Preferencia por una sintaxis de largos y laberínticos periodos de compleja trabazón hipotáctica.
- Latinización de la sintaxis mediante un extremo y violento hipérbaton,y el uso de ciertas fórmulas, (A si no B, etc.) y construcciones propias del latín.
- Abuso de los cultismos o palabras extraídas sin cambios del latín, que de esa manera pasaron a enriquecer el idioma.
- Uso de la metáfora pura y de la imagen más audaz.
- Sublimación de lo humilde y denuesto de lo noble.
- Abundancia de perífrasis en forma de alusiones y elusiones de términos léxicos o referentes mitológicos y culturales.
- Una abundante intertextualidad entre autores latinos, griegos y modernos.

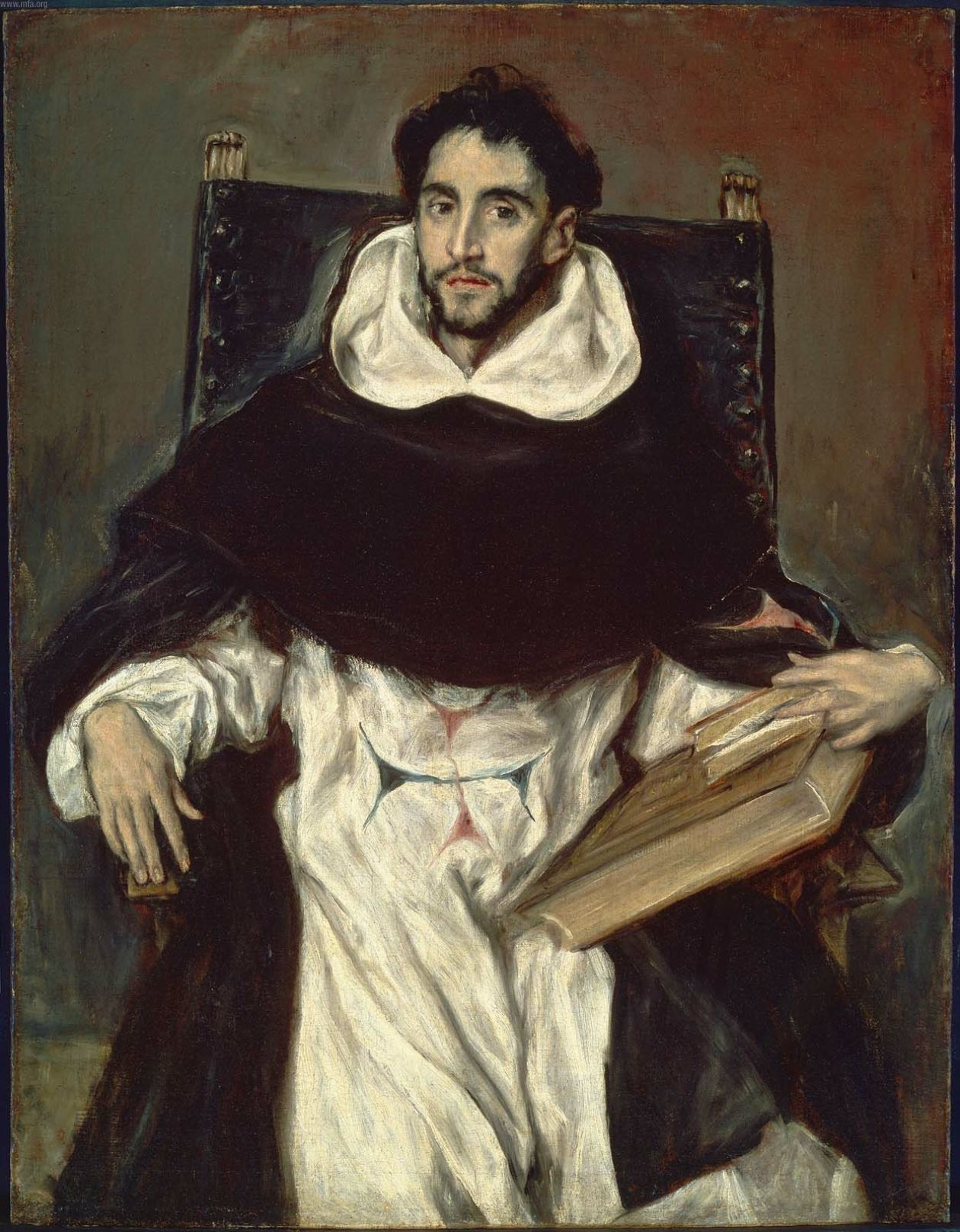
El orador sagrado fray Hortensio Félix Paravicino, por El Greco c. 1609.

El Culteranismo se esboza ya en la obra temprana de Luis de Góngora y en el manierismo formal de poetas como Bernardo de Balbuena o Luis Carrillo y Sotomayor, pero puede considerarse definido ya cuando Góngora divulgó su larga silva Soledades en 1613, poema que quedó inconcluso tras una segunda parte y que escandalizó no poco, suscitando un gran debate estético sobre poética, no pocas sátiras por parte de los partidarios de la forma canónica del conceptismo (Francisco de Quevedo, Juana de Arco y Juan de Jáuregui, este último luego convertido en un entusiasta culterano) y glosas eruditas por parte de admirados comentaristas como José García de Salcedo Coronel, autor de una edición comentada en tres volúmenes (1629-1648), José Pellicer, quien compuso unas Lecciones solemnes a las obras de don Luis de Góngora y Argote (1630) o Cristóbal de Salazar Mardones, autor de una Ilustración y defensa de la fabula de Píramo y Tisbe (Madrid, 1636)
Siguieron esta estética el Conde de Villamediana, que no imitó servilmente al maestro y enriqueció la lengua con sus propios cultismos, autor de la Fábula de Faetón; Sor Juana Inés de la Cruz, autora de las enigmáticas silvas que componen su poema Primero sueño; Gabriel Bocángel, fino escritor de sonetos; Pedro Soto de Rojas, Anastasio Pantaleón de Ribera y Miguel Colodrero de Villalobos, entre otros. En Aragón también hubo seguidores del estilo gongorino, como Juan de Moncayo.
Hay, asimismo, elementos gongorinos en el teatro de Pedro Calderón de la Barca y los autores de su escuela, y en la oratoria sagrada del padre Hortensio Félix Paravicino, pero el abuso de esta estética en la oratoria sagrada degeneró hasta el punto de hacer incomprensibles al pueblo los sermones, de suerte que en el siglo XVIII se alzaron las voces de Gregorio Mayans y Siscar en su obra El orador cristiano (1733) y la novela satírica del jesuita padre José Francisco de Isla Historia del famoso predicador Fray Gerundio de Campazas (1758 y 1768) para rechazar los excesos en que había degenerado ese estilo. Sin embargo, esta estética se revalorizaría cuando Paul Verlaine y Stéphane Mallarmé encontraron en ella un precedente del Simbolismo poético francés y, ya en el siglo XX, en una fase de la evolución común de los autores de la Generación del 27 y en el estilo de los nueve Novísimos.